# Adolf Julius Lauer von Münchhofen
Adolf Julius Freiherr Lauer von Münchhofen (* 1755 in Halle an der Saale; † 7. Februar 1831 in Plaue) beziehungsweise Laur von Münchhofen, geborener Adolf Julius Lauer beziehungsweise Laur, war ein preußischer Beamter, Schlossherr und Ahnherr der Familie Lauer von Münchhofen.

## Leben und Wirken
Adolf Julius Lauers Großvater Johann Benjamin Lauer (1676–1768) war Brauherr und ab 1735 Besitzer eines Gasthofs in der Reichsstadt Nordhausen. Außerdem trat er urkundlich als Advokat, Syndikus und Ratsherr in Erscheinung. Sein Sohn, Adolf Julius Onkel, Johann Jacob Lauer (oder Laur, die Schreibweise variiert; 1723–1772) war Kaufmann und hatte 1748 das Hallenser Bürgerrecht erhalten. 1752 heiratete er Sophie Charlotte, Tochter des Tangermünder Braugildenmeisters und Weinhändlers Julius und der Agnes Elisabeth Hantelmann. Adolf Julius Cousine Johanna Charlotta Lauer (1762–1782) heiratete 1780 den Hallenser Anatomen Philipp Friedrich Theodor Meckel (1755–1803). Sie waren die Eltern des Anatomen Johann Friedrich Meckel d. J. Eine zweite Cousine Carolina Elisabeth Lauer heiratete ebenfalls 1780, es war eine Doppelhochzeit, den Unternehmer Matthäus Wucherer und bekam von ihm den Sohn Ludwig Wucherer, der die elterliche Golgasfabrik fortführte.
Adolf Julius studierte zusammen mit seinem Bruder Johann Benjamin Laur in Halle Rechtswissenschaften. Im Januar 1782 trat er in eine Berliner Freimaurerloge ein. Er wurde königlich preußischer Kammersekretär in Magdeburg. Anschließend war er in Schwedt Hof-, Kammer- und Forstrat beim Prinzen von Preußen und Markgrafen von Brandenburg Friedrich Heinrich von Brandenburg-Schwedt. Zu jener Zeit hatte Adolf Julius Laur auch als Verfasser verschiedener Gedichte und Stücke für das Theater einige Bekanntheit erlangt. Später wurde er königlich preußischer Kriegs- und Domänenrat.
Am 21. November 1787 wurde vom preußischen König Friedrich Wilhelm II. das Gesuch des Markgrafen Heinrich von Brandenburg-Schwedt abgewiesen, Lauer in den Adelsstand zu erheben. Etwa drei Jahre später, am 11. September 1790, wurde Adolf Julius Laur per Adelsdiplom in Dresden im Kurfürstentum Sachsen im Reichsvikariat mit dem Prädikat von Münchhofen in den Reichsadels- und Reichsfreiherrenstand nobilitiert, nach dem Mönchshof (Gut Münchhofen) in Siebleben bei Gotha. Seitdem war sein Adelstitel zunächst Freiherr Laur von Münchhofen. Er war auch als Baron von Lauer-Münchhofen bekannt. Am 26. Oktober 1796 wurde die Nobilitierung in Preußen bestätigt, und der Name in Lauer von Münchhofen geändert.
Laut Theodor Fontane in seinen Wanderungen durch die Mark Brandenburg erwarb Adolf Julius Freiherr Lauer von Münchhofen das Schloss Plaue 1793. Es wurde für 76.000 Taler erworben. Nach anderen Quellen kam Schloss Plaue erst 1817 in Familienbesitz. Daneben war Adolf Julius Freiherr Lauer von Münchhofen Herr von Nitzahn.

## Familie
Adolf Julius Freiherr Lauer von Münchhofen heiratete die ebenfalls nobilitierte Marie Magdalene Charlotte Baronin von Stoltzenberg, geborene Cramer, vormalige Mätresse und Witwe des Markgrafen Friedrich Heinrich von Brandenburg-Schwedt. Das Paar hatte fünf Kinder, darunter drei Söhne: 
- Adolf (* 16. Mai 1795; † 4. Januar 1874), preußischer Generalmajor und Kommandeur des Garde-Kürassier-Regiments[5] ⚭ Gräfin Rosalie von Haeseler (1799–1886)
- Julius († 1808)
- Eduard (* 7. August 1796; † 30. April 1871)[13], fürstliche schaumburg-lippischer Regierungspräsident[14]
- Wilhelm Emil Gustav Karl[15] (* 19. Juli 1798; † 1854) ⚭ Katharina Caroline Sophie Fränkel

## Wanderungen durch die Mark Brandenburg
Theodor Fontane schrieb in seinem Werk Wanderungen durch die Mark Brandenburg im Band Fünf Schlösser zu Adolf Julius Freiherr Lauer von Münchhofen unter der Überschrift „Plaue von 1793 bis 1839. von Lauer-Münchhofensche Zeit“:

„Adolf Julius Lauer, ursprünglich Kabinettssekretär, dann Hofkammer- und Forstrat des Markgrafen Heinrich von Brandenburg-Schwedt, wurde, nachdem er in königlich preußische Dienste getreten, als Kriegs- und Domänenrat zu Magdeburg in den Freiherrnstand erhoben. Er vermählte sich mit Charlotte, Freifrau von Stoltzenberg.
Wie der Beginn der Görnezeit den Dreißigjährigen Krieg gesehen hatte, so sah die Lauer-Münchhofensche Zeit die Befreiungskriege. Leider auch das, was der Befreiung voraufging. 1806 dirigierte sich ein Teil unseres Rückzugs über Plaue, dessen Brücke – wie zur Zeit der Schweden und Kaiserlichen – niedergebrannt wurde, um die Franzosen in ihrem Vormarsch auf Berlin aufzuhalten. Daß Plaue, trotz dieser den Verkehr beinahe aufhebenden Zerstörung der Brücke, die Zeit von Anno 1806 bis Anno 1813 ohne sonderliche Beschwerde überdauerte, war in hohem Grade das Verdienst der neuen Guts- und Schloßherrschaft. Freiherr von Lauer-Münchhofen starb erheblich früher als die Baronin. Nach seinem Hinscheiden übernahm diese die Verwaltung und leitete dieselbe segensreich, auch darin an die Görnezeit erinnernd.“